# Distrito de Denigomodu
Denigomodu, en nauruano Denikomotu, es un distrito de Nauru. Está ubicado en el oeste de la isla, tiene una superficie de 0,9 km² y una población de 2858 habitantes, es el distrito más poblado del país.

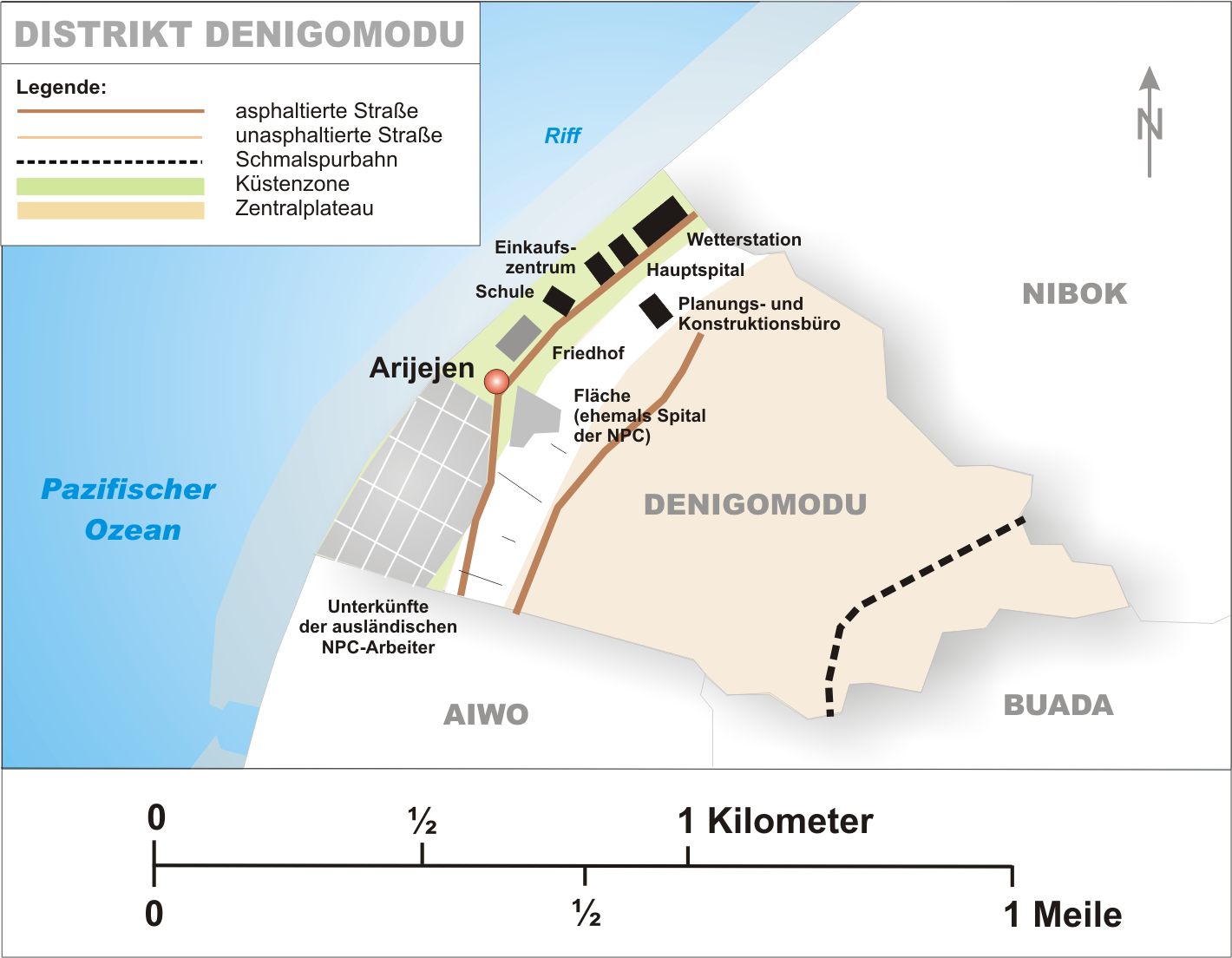
Mapa del distrito.

Esta en la costa occidental de la isla, bañado por el Océano Pacífico, hace frontera con los distritos de Nibok, Buada y Aiwo. Tiene una superficie de 0,9 km² y una población cerca de 2850 habitantes.
Sobre el territorio de Denigomodude se encuentran el hospital y el centro de planificación de la organización Nauru Phosphate Corporation. También se puede encontrar en la ciudad: un cementerio, una escuela, un pequeño centro comercial, uno de los pocos estadios de la isla, un hospital público y una estación meteorológica. 
- Datos: Q1187200
- Multimedia: Denigomodu / Q1187200